# Jorge Lozano
Jorge Lozano (San Luis Potosí, 17 de maio de 1973) é um ex-tenista profissional mexicano.

## Grand Slam Finais

### Duplas Mistas: 2 (2 título)
| Posição | Ano  | Campeonato    | Surface | Parceira                | Oponentes                                | Placar        |
| ------- | ---- | ------------- | ------- | ----------------------- | ---------------------------------------- | ------------- |
| Campeão | 1988 | Roland Garros | Saibro  | Lori McNeil             | Brenda Schultz-McCarthy Michiel Schapers | 7–5, 6–2      |
| Campeão | 1988 | Roland Garros | Saibro  | Arantxa Sánchez Vicario | Nicole Provis Danie Visser               | 7-6(5) 7-6(8) |